# Eduardo Padilla Silva
Eduardo Padilla Silva es el director general de Fomento Económico Mexicano (FEMSA). Se convirtió en el director general de la empresa en sucesión de Carlos Salazar Lomelín el 1 de enero de 2018.
Padilla Silva obtuvo su título universitario en el Instituto Tecnológico y de Estudios Superiores de Monterrey, un título de posgrado en el Instituto Panamericano de Alta Dirección de Empresa y una maestría en administración de negocios en la Universidad Cornell.
Padilla Silva se unió a Fomento Económico Mexicano SAB en 1997. Ocupó diferentes puestos administrativos, tales como director de planificación y control hasta 1999, director general de la división comercial de adquisiciones estratégicas de FEMSA en el 2000, director general y director ejecutivo de FEMSA Comercio en 2003, y director corporativo y de finanzas de FEMSA. Padilla Silva tomó el cargo de Director Corporativo de FEMSA en enero de 2016
Antes de unirse a FEMSA, trabajó en diferentes puestos en Grupo Alfa, incluido el de director ejecutivo de Terza, S.A. de C.V. Es miembro del consejo de administración de Grupo Lamosa SAB de CV desde 2004 y de Coca-Cola FEMSA. También forma parte de los consejos de Tecmilenio y Grupo Coppel.